# الخفجي
الخفجي هي مدينة سعودية والعاصمة الإدارية لمحافظة الخفجي، التابعة للمنطقة الشرقية، وتقع في شمال شرق المملكة العربية السعودية

## السكان
يقدر عدد سكان محافظة الخفجي 76,279 نسمة منهم 45,045 نسمة من فئة الذكور و31,234 نسمة من فئة الإناث. 

## الجغرافيا
تعتبر مدينة الخفجي مدينة ساحلية فهي تقع على الخليج العربي ويتخللها شواطئ منبسطة.
أما بالنسبة لباقي المحافظة فأرض الخفجي أرض سهلة منبسطة تنخفض في بعض الأماكن دون مستوى البحر كما تكثر الكثبان الرملية على السواحل. تمتاز الخفجي بانتشار المناطق الرعوية والتي بدأت تتقلص في السنوات الأخيرة بسبب الرعي الجائر، كما تشتهر بتواجد الأرنب العربي والثعلب العربي وطائر الحبارى في المواسم. عند نزول الأمطار في الخريف تتحول سهول الخفجي إلى ما يشبه البساط الأخضر وهو ما يجذب المتنزهين من داخل المملكة ومن دول الخليج الأخرى.
مناخ الخفجي صحراوي شديد الحرارة صيفاً حيث تصل الحرارة إلى 50 درجة مئوية في أغسطس، أما في الشتاء فتنخفض الحرارة لتصل إلى درجتين تحت الصفر في المناطق الصحراوية المكشوفة.

## التاريخ
كانت الخفجي منذ أكثر من خمسين سنة منطقة تنقل لأبناء البادية الذين يبحثون عن الكلأ والماء ممن لديهم إبل وأغنام يقومون برعيها في هذه المنطقة التي تشتهر في فصل الربيع بالذات باخضرار أرضها ووفرة موارد المياه بها، وقد استمرت هذه المنطقة بهذا الشكل حتى شهر ديسمبر 1957م الموافق لشهر جمادى الأولى 1377هـ حيث تم عقد اتفاقية الامتياز النفطي بين المملكة العربية السعودية وشركة البترول التجارية اليابانية المحدودة. وفي العاشر من فبراير 1958م تأسست شركة الزيت العربية المحدودة التي بدأت ببناء قاعدة دائمة لعملياتها في رأس الخفجي بسبب موقعها المناسب للتنقيب عن البترول وعندما وجد البترول كان لزاماً على شركة الزيت طلب عمال للمساهمة في أعمال الشركة المتعددة وبناء منشآت الشركة وإدارة الخدمات الأساسية وقد تم فتح فرص وظيفية أمام المواطنين الراغبين في الاستقرار والبحث عن عمل أفضل. وقد تم بعد ذلك توافد المواطنين من جميع أنحاء المملكة إلى الخفجي بغرض العمل وكونوا بذلك أول نواة لسكان مدينة الخفجي. وقد بدأت الخفجي تنمو تدريجياً ويتكاثر عدد سكانها لوجود البترول بها فأحضر الأغلبية منهم عائلاتهم للاستقرار وبدأ تزايد السكان مما استلزم معه ضرورة إيجاد الخدمات للمواطنين بهذه المنطقة. ومن أهم الأحداث التاريخية أن الخفجي استقبلت الملك سعود بن عبد العزيز آل سعود ملك المملكة العربية السعودية والشيخ عبد الله السالم آل الصباح أمير دولة الكويت لحضور احتفال الشركة الذي أقامته لأول شحنة نفط تم تصديرها وكان ذلك في عام 1381هـ الموافق 1961م
أُطلق على مدينة الخفجي منذ بداية نشأتها عدة أسماء. حيث أن مدينة الخفجي بها سكان من جميع أنحاء المملكة وكذلك جنسيات مختلفة. وكل يؤول هذه الكلمة حسب اللهجة والنطق. وإذا رجعنا إلى الأصل اللغوي لهذه التسمية الخفجي نجد أنها ربما جاءت من المكان المنخفض. فكبار السن من أهلها يقولون الخفسي، وبعضهم الخفقي. ثم أبدلت السين والقاف إلى جيم فقيل الخفجي. وربما سميت الخفجي لملوحة مائها فالخفيج الماء المالح في اللغة وربما وردت هذه التسمية من الخفج وهو نبات ينبت في الربيع لونه أشهب وله ورق عريض ولعله أرجح الأقوال. والخفجي أجمل ما تكون في أيام الربيع لامتداد صحرائها ووفرة مراعيها. وربما نسبت إلى إحدى القبائل الخفاجية القديمة وهي بطن من عقبل فقيل خفاجي ثم خففت هذه الألف ونطقت الخفجي.وقد أطلق اليابانيون على الخفجي اسم (مدينة الزهور).
في عام 1982م، وفي ظاهرة نادرة الحدوث في الجزيرة العربية، اكتسح إعصار من نوع تورنادو المدينة مخلفاً دماراً كبيراً في الممتلكات والأرواح.
في 27 فبراير 2000م، انتهت اتفاقية امتياز شركة الزيت العربية، قامت شركة أرامكو لأعمال الخليج بصفتها ممثلاً عن الجانب السعودي بالشروع في نشاطاتها في اليوم التالي، 28 فبراير 2000م، بكل انسيابية وكفاءة وتولت أمور حصة الحكومة السعودية في إنتاج النفط والمنتجات الأخرى في المنطقة المقسومة.

### احتلال الخفجي

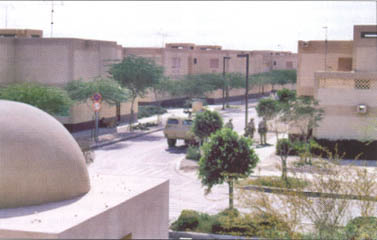
صورة لاحتلال الخفجي في شهر فبراير 1991م من قبل القوات العراقية

في 1990 ما يوافق 1411هـ احتل الجيش العراقي المدينة، ثم قامت القوات السعودية بتحرير المدينة في 31 يناير 1991 وطرد القوات العراقية من السعودية والكويت أيضاً، وفي عام 1992 أعلنت الإدارة المحلية خلو المدينة وتطهيرها من جميع الألغام والمخلفات الحربية العراقية.

## المدارس
وتعتبر ابتدائية عمورية للبنين أول مدرسة أُنشئت بمحافظة الخفجي عام 1966م. 1385هـ، تلتها متوسطة هارون الرشيد للبنين، وتلتها ثانوية الخفجي، للبنين أما الآن فأصبح عدد المدارس الخاصة بالبنين (42) مدرسة. في محافظة الخفجي ومشعاب وأبرق الكبريت. يوجد أيضاً مدارس تحفيظ القرآن الكريم أُضيف عليها الصفوف الثانوية وتم افتتاح مجمع شامل لمدارس التحفيظ يضم الابتدائية والمتوسطة وكذلك الثانوية تحت سقف واحد.

## الجامعات
يوجد فيها، فرع لـ جامعة الملك فيصل، وفي عام 1431هـ تحولت كلية التربية إلى كلية العلوم والآداب، والتي أصبحت لآحقا تابعة لجامعة حفر الباطن. كما تم افتتاح المعهد التقني السعودي لخدمات البترول (SPSP).

## الخدمات والمرافق
الصحية
لم يكن في الماضي غير مستوصف الشركة رقم (1) ورقم (2) في المنطقة يؤدي خدماته الصحية للأهالي، وفي عام 1398هـ أنشأت وزارة الصحة مستوصفين الأول في العزيزية (الشمالية) والثاني في حي الملك فهد (الغربية)، وفي عام 1420هـ افتتح أكبر مستشفى لعمليات الخفجي المشتركة بتكلفة 200 مليون ريال يتسع لـ(100) سرير، وفي نهاية عام 1425هـ تم افتتاح مستشفى الخفجي العام يتسع لـ(100) سرير، وتوسع المستشفى تدريجياً حتى أصبح كياناً عملاقاً يحوي جميع التخصصات حيث تمت إضافة قسم للكلى الصناعية وتمت توسعة العيادات الخارجية والطوارئ والعناية المركّزة واهتم المستشفى بجودة العمل الطبي من خلال تطبيق معايير (CBAHI) لضمان سلامة المرضى، كما أن هناك الكثير من المستشفيات والعيادات الخاصة بالمنطقة لمواكبة احتياجات المواطنين والمقيمين في المدينة وكذلك مواطني دولة الكويت الجارة، ولعل أشهرها مجمع المنار الطبي على شارع الملك عبد الله ومجمع المملكة الطبي للأسنان والتجميل بميدان الساعة.
الاجتماعية
أسست وزارة العمل والشؤون الاجتماعية ممثلة بـالرئاسة العامة لرعاية الشباب نادي رياضي ثقافي اجتماعي مروح هو نادي العلمين السعودي وهو النادي الوحيد حالياً ويلعب في الدرجة الثالثة (دوري المناطق.

## الكورنيش
بدأ كورنيش محافظة الخفجي يباهي المدن الساحلية في المملكة عامة، والمنطقة الشرقية خاصة بعد الأعمال المستمرة من قبل البلدية بإنشاء بعض من المشاريع الجديدة مثل إنشاء بعض المطاعم والوجبات السريعة، دورات المياه، ملاعب ترفيهية للأطفال، أرصفة لرياضة المشي سواء للرجال أو النساء، زيادة المسطحات الزراعية، زراعة النخيل والورود والشتلات الزراعية على أحدث الوسائل وأفضل المواصفات بشكل يعطي الراحة الجمالية مع البيئة البحرية وطبيعتها مع مزجها بالطبيعة الساحلية وشواطئها، كذلك قامت البلدية بإنارة مراحل الكورنيش الأربع بأعمدة الأنوار الغازية مع صيانة بعض المرافق السابقة، وتم إنشاء مسجد لمرتادي الكورنيش ويمتد طول الكورنيش حوالي 6 كيلو مترا..

## الاقتصاد
تعتبر الخفجي من أغنى المناطق النفطية في الخليج حيث تضخ يومياً 300,000 برميل من النفط الخام، لأنحاء متفرقة من العالم. تقدر احتياطيات الخفجي من النفط الخام بـ60 مليار برميل، كما يوجد في الخفجي احتياطي غير مستغل من الغاز الطبيعي يقدر بـ 25 مليار متر مكعب. أغلب حقول الخفجي مغمورة تحت الماء ومنها أكبر حقل نفطي مغمور في العالم (حقل السفانية)، إضافة إلى حقول الخفجي والحوت والدرة واللؤلؤة.
تنشط في الخفجي ثلاث شركات بترولية وهي: شركة أرامكو السعودية، وشركة أرامكو لأعمال الخليج، شركة شفرون العربية السعودية.

## تجارياً
تعتبر بعض الأسواق في محافظة الخفجي شريان فرعي اقتصادي مهم لتموين السكان وهناك جمعية شركة أرامكو لأعمال الخليج غذائية بالدرجة الأولى، وسوق الذهب والكماليات يقع محاذي لشارع الملك عبد العزيز، كما تم إنشاء أكبر مول في المحافظة وهو [العثيم مول] والواقع في حي الجوهرة أيضاً هناك طريق الملك عبد الله والذي يعد أكبر طريق تجاري حيوي في المحافظة ويقع عليه أغلب المطاعم والكوفيهات العالمية ([دجاج كنتاكي]، [كودو]، [ماكدونالدز]، [هرفي][ستاربكس])،كما تتوفر أسواق سنتر بوينت وسيتي ماكس وهناك شارع الأمير محمد بن فهد (25) الواقع في العزيزية - الشمالية سابقاً يقع عليه مراكز لطب الاسنان وصيدليات ومحلات عطور وكماليات.